# Leila Denmark
Leila Alice Denmark (nascuda Daughtry) (Portal, Georgia, 1 de febrer de 1898 - Athens, Georgia, 1 d'abril de 2012) va ser una pediatra nord-americana a Atlanta, Geòrgia, acreditada com a co-creadora de la vacuna contra la tos ferina. Va ser la pediatra més vella del món fins a la seva jubilació el maig de 2001 a l'edat de 103 anys, després de 73 anys d'exercici. Era supercenterària, va viure 60 dies amb l'edat de 114 anys. El 10 de desembre de 2011, a l'edat de 113 anys i 312 dies, es va convertir en una de les 100 persones més velles de tota la història. A la seva mort va ocupar el cinquè lloc entre les persones més velles del món i el tercer lloc entre les més velles dels Estats Units.
Una dona pionera, investigadora mèdica i una veu destacada de la comunitat pediàtrica, Denmark va ser una de les poques persones centenàries de la història que es va guanyar protagonisme en la vida per altres motius a part de la seva longevitat. Va començar a tractar nens el 1928. En el moment de la seva jubilació, Denmark estava tractant als nets i els besnets dels seus primers pacients.

## Vida i educació
Nascuda a Portal, Geòrgia, Leila Alice Daughtry era la tercera dels 12 fills d'Elerbee i Alice Cornelia (Hendricks) Daughtry. El seu oncle patern va ser el congressista de Missouri, James Alexander Daugherty. Va assistir al Tift College de Forsyth, Geòrgia, on es va formar per ser professora. Va estudiar química i física a la Mercer University de Macon. Va decidir assistir a l'escola de medicina quan el seu novio John Eustace Denmark (1899-1990) va ser enviat a Java, les Índies Holandeses, pel Departament d'Estat dels Estats Units, ja que no es permetia a les esposes acompanyar als seus cònjuges a aquella posició.
Daughtry va ser l'única dona de la classe del 1928 graduada al Col·legi Mèdic de Geòrgia a Augusta, i la tercera dona que es va graduar de l'escola amb un títol de medicína.
John Eustace Denmark havia tornat de la seva tasca a l'estranger i es van casar l'11 de juny de 1928, poc després que va rebre el seu diploma mèdic. Van tenir un fill i una filla. Leila Denmark va ser una demòcrata registrada baptista practicant.

## Carrera mèdica
Leila Denmark va acceptar un lloc com a resident a l'Hospital Grady Memorial d'Atlanta, Geòrgia, i es va traslladar al barri de Virginia-Highland amb el seu marit. Leila Denmark va ser el primer metge, home o dona, del personal quan l'hospital Henrietta Egleston, un hospital pediàtric, va obrir al campus de la Universitat d'Emory. També va desenvolupar una pràctica privada, veient pacients en una clínica a casa seva.
Leila Denmark va dedicar una quantitat important del seu temps professional a la caritat. El 1935, va ser membre del personal de la Clínica dels nadons de l'Església Presbiteriana d'Atlanta, mentre servia a Grady i mantenia una pràctica privada. Va realitzar investigacions a partir de la dècada de 1930 i, especialment, de 1933 a 1944, sobre el diagnòstic, tractament i immunització de la tos ferina, sovint freqüentment mortal per als nens. Leila Denmark està acreditada com a cofundadora de la vacuna contra la tos ferina, amb el suport d'Eli Lilly and Company i de la Universitat d'Emory. Per a això, va ser guardonada amb el Premi Fisher el 1935.
Leila Denmark va discutir les seves opinions sobre la criança dels nens en el seu llibre Every Child Should Have Chance (1971). Va ser una de les primeres metges que es va oposar als adults que fumaven cigarrets al voltant dels nens i a dones embarassades que usaven drogues. Va creure que beure llet de vaca és perjudicial. També va recomanar que nens i adults menjar fruita fresca i beure només aigua en comptes de beure sucs de fruites. El 9 de març de 2000, l'Assemblea General de Geòrgia va honrar a Leila Denmark amb una medalla.

## Vida posterior
En el seu 100 aniversari el 1998, Leila Denmark va rebutjar una llesca de pastís perquè hi havia massa sucre. Quan ella va rebutjar el pastís de nou en el seu 103 aniversari, va explicar al cambrer del restaurant que no havia menjat cap menjar amb sucre afegit durant 70 anys.
Va escriure un segon llibre, amb Madia Bowman, titulad Dr. Denmark Said It!: Advice for Mothers from America's Most Experienced Pediatrician, escrit l'any 2002. Leila Denmark una mica més tard, el 2002, es va retirar perquè la seva vista ja estava massa feble per a tasques més específiques, com ara examinar les goles dels nens.
Leila Denmark va viure de forma independent a la seva casa Alpharetta, Geòrgia fins als 106 anys. Es va traslladar a Athens, Geòrgia per viure amb la seva única filla, Mary (Denmark) Hutcherson. L'1 de febrer de 2008, Denmark va celebrar el seu 110 aniversari, convertint-se en una supercentenaria. Segons Hutcherson, la salut de Denmark es va deteriorar severament a la tardor de 2008, però més tard es va millorar a mesura que s'acostava al seu 111 aniversari. Va morir el 2012 a l'edat de 114 anys i 2 mesos. Va ser una de les poques supercentenàries destacades per una altra cosa que no sigui la seva longevitat.

## Premis i honors
Leila Denmark va rebre molts premis i honors:
- Premi Fisher (1935), "per una investigació excepcional en el diagnòstic, tractament i immunització de la tos ferina";
- Doctora Honoris Causa pel Tift College (1972), Mercer University (1991) i Emory University (2000);
- Dona de l'any d'Atlanta (1953);
- Shining Light Award, de l'empresa Atlanta Gas Light (1989);
- Guardó acadèmic de la companyia Atlanta Business Chronicle (1998);
- L'any 2000, reconeixement de l'Assemblea General de Geòrgia;
- El 2016, un nou centre de batxillerat al comtat de Forsyth, Geòrgia, que s'inaugurarà el 2018, portarà el seu nom en la seva memòria.[14]